# Eupithecia incommoda
Eupithecia incommoda là một loài bướm đêm trong họ Geometridae.